# 國姓 (大字)
國姓，原稱為內國姓、內國性，是台灣南投縣國姓鄉的一個傳統地域名稱，也是全鄉行政中心所在地，位於該鄉中部。相較於今日行政區，其範圍大致包括石門村西部、國姓村不含東部凸出部分及西北端（北港溪以西）、北山村西北端、柑林村東部（南港溪以東）、大石村東北半部（南港溪以東）。

## 歷史
台灣清治末期至日治初期，國姓地區為一街庄，稱為「內國姓庄」或「內國性庄」，隸屬於北港溪堡。該庄西北及北隔北港溪分別與墘溪灣庄、水長流庄為界，東與北港溪庄、北山坑庄為鄰，南邊及西隔南港溪與柑仔林庄為界。
1901年（日治明治三十四年）11月，全台廢縣廳改設二十廳，該庄隸屬於南投廳。1903年（明治三十六年）6月，該庄編入「北港溪區」，隸屬於南投廳。1909年（明治四十二年）10月，合併二十廳為十二廳，北港溪區仍隸屬於南投廳。1920年（大正九年），全台地方制度大改正，廢十二廳改設五州二廳，該庄改制並改名為「國姓」大字，隸屬於臺中州新高郡國姓庄。
戰後國姓庄改制為國姓鄉，隸屬於臺中縣，大字亦改制為村。1950年10月，中、彰、投分治，國姓鄉改隸屬南投縣。

## 聚落
本地區發展較早的聚落為內國性（國姓），在日治期初期的官方地圖上已有記載。此外，本地區尚有竹子坪、竹坑、北竹坑、柚子園、南竹坑、清德、大石股、興隆、跳蚤坪等聚落。

## 交通
國道6號又稱「水沙連高速公路」，是霧峰至埔里的橫貫高速公路，大致以西西北—東南東走向轉西北—東南走向經過本地區西南部邊界外緣。西側最近的交流道是國姓交流道，東側最近的是北山交流道（僅東出西入），均以連絡道與省道台14線相接。由此等向西行可前往草屯、萬斗六的舊正、丁臺南部並止於國道3號霧峰系統交流道；由國姓交流道向東行可前往埔里西郊的愛蘭、埔里、埔里端並止於省道台14線路口。
省道台14線（中正路二段～四段）是彰化至南投廬山的幹道，大致以西南西—東北東走向轉北北西—南南東走向經過本地區西部邊界外緣，經南港溪育樂橋入境後，大致沿南港溪右岸繞行本地區西部及南部近邊界地帶而轉東南再轉東，其後於本地區東南端出境。由該道路向西南西繞大彎轉南南西可前往國道6號國姓交流道連絡道路口、草屯、芬園、彰化中庄子並止於省道台1線路口；向東可前往國道6號北山交流道連絡道路口、埔里、仁愛（霧社）、廬山等地。
縣道133號（中興路、國姓路）是葉厝至柑子林的道路，大致以東北—西南走向轉北北東—南南西走向經過本地區西北部北港溪左岸地帶。由該道路向東北過北港溪福興橋可前往水長流地區的葉厝並止於省道台21線路口；向南南西過南港溪國姓橋轉西北西可前往柑子林北端並止於省道台14線路口。
縣道147號（舊中正路四段、南港路）是北山坑至車崙坪的道路，其北側端點位於本地區東南端的省道台14線路口。由此向東南跨南港溪北山橋出境後轉南微西再轉南南東經國道6號高架橋下後可前往北山坑南部、社子地區北部凸出部分東側並止於縣道131號路口。
鄉道投84線是國姓至北港溪的道路，其西南側端點位於本地區北端縣道133號路口。由此向東南轉南南西蜿蜒而行，其後轉東南東再繞大彎轉東北出境後，可前往北港溪地區北部西側並止於省道台21線路口。

## 學校
- 國姓國中
- 國姓國小
- 育樂國小